# Izák Caban

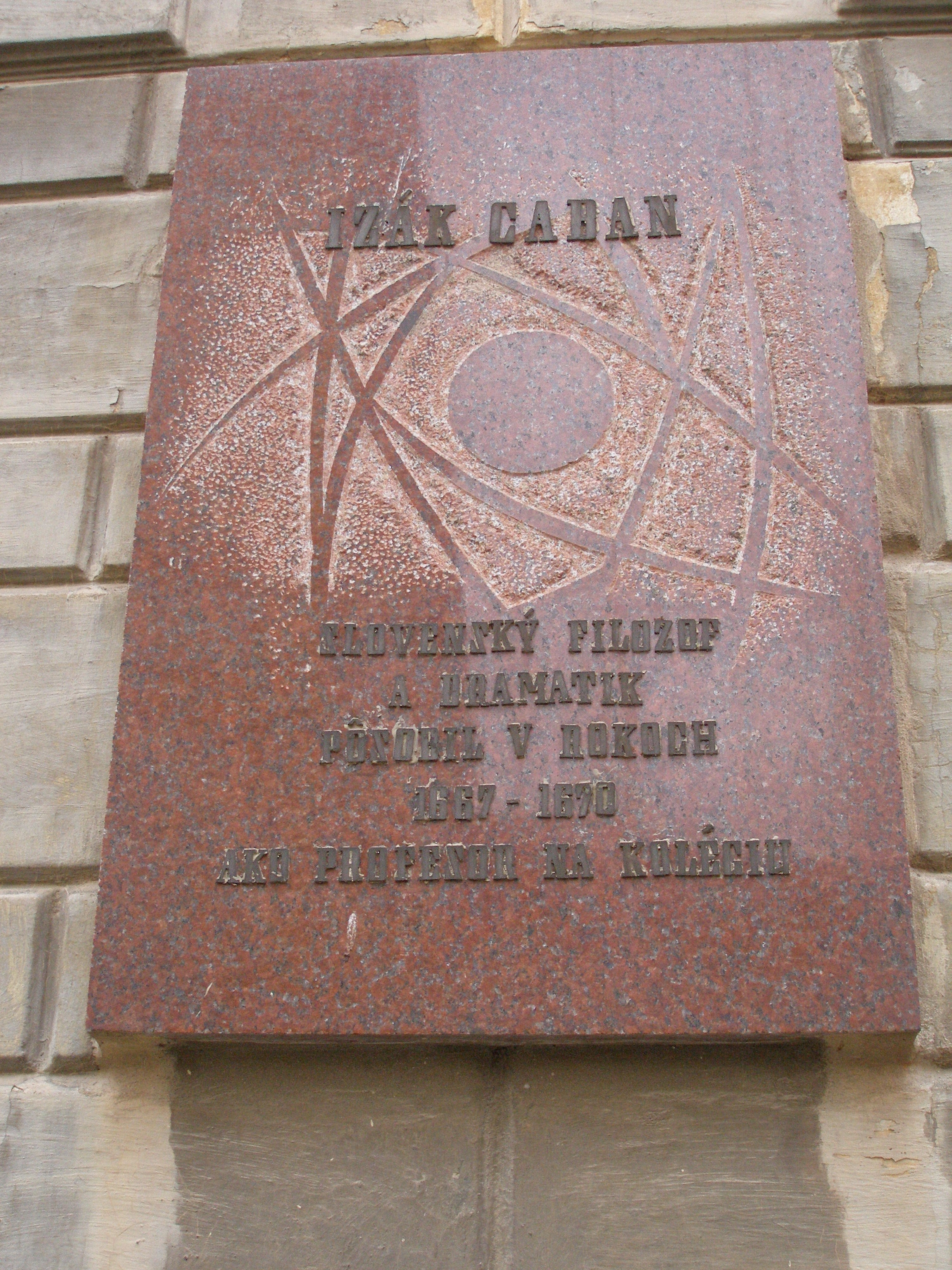
Pamětní deska v Prešově

Izák Caban (Czaban, Zabanius, Czabányi) (5. července 1632, Brezno, Horní Uhry – 18. března 1707, Sibiu, Rumunsko) byl slovenský filozof, teolog a dramatik, představitel Prešovské školy.

## Život
Narodil se v rodině evangelického faráře v Brezno, okres Partizánske (některé zdroje udávají jako rodiště Brodzany). Po studiích v Prievidzi, Soproni a na univerzitě ve Wittenbergu (1655 získal titul magistr) byl rektorem reformační školy v Brezně, kde jako formu poznávání zavedl disputace. Diskutovalo se na nich o metafyzice a teologii, ale objevovala se zde i kritika Aristotela. Od roku 1661 působil v Prešově, kde se spolu s Janem Bayerem zasloužil o přeměnu městské školy na lyceum a o jeho rozkvět. Působil zde jako profesor. Když do Prešova přišli jezuité prosazovat protireformační opatření, musel odejít (1670). Jako exulant se po krátkém pobytu v Tübingenu vydal do Sibiu (v dnešním Rumunsku), kde ho jmenovali ředitelem gymnázia. Později se zde stal i kazatelem. Jeho syn – královský soudce v Sibini – se zapletl do spiknutí proti králi a byl popraven (1703).

## Práce
Je prvním představitelem atomismu na Slovensku. Ve spise Existentia atomorum (1667), který obsahoval 138 listů a byl výsledkem samostatného bádání, formou otázek a odpovědí uvádí 24 argumentů na důkaz existence atomů. Navazuje na Pierra Gassendiho a své učitele Sennerta a Sperlinga. Cabanova rozprava byla sice v mnohém poplatná scholastice, ale obsahovala prvky moderního myšlení a moderní fyziky. Například Caban podobně jako Descartes hlásal, že autority třeba uznávat pouze tehdy, pokud nejsou v rozporu s rozumovým poznáním světa. Při své argumentaci se odvolává na pokusy, jmenovitě na Guerickeho demonstraci vakua. Přestože v knize zůstalo hodně z Aristotelových představ o hmotě i pohybu, Caban se pokusil o atomistické vysvětlení peripatetických forem pohybu. Odmítl skryté vlastnosti a zavedl architectonicus spiritus jako příčinu všeho. Jeho atomismus tedy nebyl materialistický.

## Dílo
- 1661 – Prešovské lýceum zdramatizované (Lyceum Eperiense dramaticum)
- 1662 – David
- 1665 – Víťazoslávna zástava obetovaná každročne víťaznej prešovskej Minerve (Labarum Triumphale victrici Palladi Gragariae solenne)
- 1667 – Existencia atómov (Existentia atomorum)